# Episodi di Angie Tribeca (seconda stagione)
La seconda stagione della serie televisiva Angie Tribeca, composta da 10 episodi, è stata trasmessa dalla rete televisiva TBS dal 6 giugno all'8 agosto 2016.
In Italia è stata trasmessa dal canale pay Joi dal 28 marzo al 30 maggio 2017.
| n° | Titolo originale                   | Titolo italiano                    | Prima TV USA   | Prima TV Italia |
| -- | ---------------------------------- | ---------------------------------- | -------------- | --------------- |
| 1  | Fleas Don't Kill Me                | Ti faccio le pulci!                | 6 giugno 2016  | 28 marzo 2017   |
| 2  | Miso Dead                          | Miso morto                         | 6 giugno 2016  | 4 aprile 2017   |
| 3  | Beach Blanket Sting-O              | Abbasso i ciccioni!                | 13 giugno 2016 | 11 aprile 2017  |
| 4  | You've Got Blackmail               | Incontri e tradimenti              | 20 giugno 2016 | 18 aprile 2017  |
| 5  | A Coldie But A Goodie              | Tana per lo spin doctor!           | 27 giugno 2016 | 25 aprile 2017  |
| 6  | Organ Trail                        | Traffico d'organi                  | 11 luglio 2016 | 2 maggio 2017   |
| 7  | Boyz II Dead                       | Boypocalypse wow!                  | 18 luglio 2016 | 9 maggio 2017   |
| 8  | The Coast is Fear                  | La costa della paura!              | 25 luglio 2016 | 16 maggio 2017  |
| 9  | Contains Graphic Designer Violence | Contiene scene di violenza grafica | 1º agosto 2016 | 23 maggio 2017  |
| 10 | Electoral Dysfunction              | Giù la maschera!                   | 8 agosto 2016  | 30 maggio 2017  |

## Ti faccio le pulci!
- Titolo originale: Fleas Don't Kill Me
- Diretto da: Ira Ungerleider
- Scritto da: Ira Ungerleider

### Trama
Un anno dopo l'esplosione della bomba che l'ha lasciata in coma, Angie Tribeca tenta di ristabilire la sua vita.

## Miso morto
- Titolo originale: Miso Dead
- Diretto da: Rachel Lee Goldenberg
- Scritto da: Mathew Harawitz

### Trama
Mentre tenta di lottare contro la sua deteriorata salute mentale, Angie si ritrova ad investigare sull'omicidio del proprietario di un ristorante giapponese.

## Abbasso i ciccioni!
- Titolo originale: Beach Blanket Sting-O
- Diretto da: Brennan Shroff
- Scritto da: Shepard Boucher

### Trama
Una serie di morti annegati costringe Geils a mettersi sotto copertura come bagnino, mentre Tribeca teme che possa perdere la sua reale identità.

## Incontri e tradimenti
- Titolo originale: You've Got Blackmail
- Diretto da: Steve Pink
- Scritto da: Marisa Pinson

### Trama
Una massiccia cospirazione viene messa in moto che un sito di incontri extraconiugali è stato violato per motivi vaghi.

## Tana per lo spin doctor!
- Titolo originale: A Coldie but a Goodie
- Diretto da: Steve Pink
- Scritto da: Juliet Seniff

### Trama
Angie crede che la morte di una bi-centenaria è stato un omicidio e non d'infarto cosi come tutti credevano, ma le sue preoccupazioni non vengono ascoltate a causa della sua libertà vigilata.

## Traffico di organi
- Titolo originale: Organ Trail
- Diretto da: Dan Beers
- Scritto da: Nathaniel Stein

### Trama
Atkins assegna a Geils e Angie un romanziere rosa per catturare un trafficante di organi in un ospedale locale.

## Boypocalipse wow!
- Titolo originale: Boyz II Dead
- Diretto da: Matt Sohn
- Scritto da: Sean Lavery

### Trama
Geils e Tanner indagano sulla morte misteriosa di un membro di una boy band; Angie invece incontra finalmente il sergente.

## La costa della paura!
- Titolo originale: The Coast is Fear
- Diretto da: Rachel Lee Goldenberg
- Scritto da: Scott Hanscom

### Trama
Un membro della Guardia Costiera viene ucciso, portando Angie e Geils a collegarlo in qualche modo a Mayhem Global.

## Contiene scene di violenza grafica
- Titolo originale: Contains Graphic Designer Violence
- Diretto da: Dan Beers
- Scritto da: Mathew Harawitz

### Trama
Un grafico viene trovato morto e tutte le prove indicano Angie come l'autore.

## Giù la maschera!
- Titolo originale: Electoral Dysfunction
- Diretto da: Ira Ungerleider
- Scritto da: Ira Ungerleider

### Trama
Nel giorno delle elezioni per il nuovo sindaco, il tenente Atkins ha l'incarico di proteggere il candidato Perry da un attacco possibile della Mayhem Global, capeggiata dall'ex compagno di Angie, Eddie Pepper.